# VXIバス
VXIバス は、VMEバスに基づいたオープン標準のアーキテクチャ。VXI は VME eXtensions for Instrumentation の略であり、次のような点で拡張されている。
- タイミングとトリガのためのバス線追加
- 形状仕様
- 設定/メッセージベース通信/マルチシャーシ拡張その他のプロトコル拡張

2004年、2eVME 拡張が VXIバス仕様に追加され、最大データ転送レートは 160MB/s となっている。
VXIシステムは基本的に大型シャーシで構築される。その中に最大13スロットがあり、各種基板を挿入できる。フレームには、内蔵機器で必要とされる電源装置も含まれる。VXIモジュールは主に6U/Cサイズ（230mm×340mm）である（VMEバスではBサイズ（230mm×160mm）が一般的だった）。そのため、実装上の自由度が大きい。
VXIバスはVMEバス仕様から派生し、1987年、ヒューレット・パッカード（現アジレント・テクノロジー）、Racal Instruments（現EADS）、Colorado Data Systems、Wavetek、Tektronix が共同で規格策定した。VXIbus Consortium が普及促進を図っている。スポンサー会員は、アジレント・テクノロジー、Bustec、National Instruments、EADS、Teradyne、VXI Technology である。市場は主に、軍需とアビオニクス関連である。
VXI plug&play Alliance（VXIpnp）では、Virtual Instrument Software Architecture（VISA）などのハードウェアとソフトウェアの相互運用標準が追加で規定されている。VXIpnp ドライバをサポートしたアプリケーションソフトウェアとしてLabVIEWとMATLABがある。